# 香川茂
香川 茂（かがわ しげる、1920年4月14日 - 1991年5月13日）は、日本の児童文学作家、教育評論家。

## 来歴・人物
香川県高松市中新町出身。旧制高松中学から日本大学（芸術科）に進むも中退し、香川県師範学校を卒業。
終戦まで北支と満洲で軍隊生活を送る。戦後、高松市内の小・中学校で教鞭をとった。1951年に上京。川越市立富士見中学校を振り出しに、1960年志木市立志木中学校の校長となり、1980年新座市立新座中学校の校長を最後に退職した。
その間作家として活動、1967年「セトロの海」で野間児童文芸賞、1980年「高空10000mのかなたで」で小学館文学賞受賞。
「中学生文学」を創刊し、編集長を務めて文学教育にも取り組んだ。西沢正太郎とは埼玉在住時代からの親友だった。

## 著書
- 『南の浜にあつまれ』（東都書房） 1963
- 『ワンパク時代』（秋元書房） 1964
- 『パオの少年』（理論社、ジュニア・ロマンブック） 1966
- 『セトロの海』（東都書房） 1967、のちフォア文庫
- 『きょうからあなたも先生 白ボク人生心得帖』（国土社） 1967
- 『赤いシャッポのふたり』（理論社、小学生文庫） 1969
- 『いのちぬすびと』（毎日新聞社） 1970
- 『ほえざるの歌 中学生のための詩集』（崙書房） 1970
- 『文学作品への招待』（近代新書出版社） 1972
- 『海のこうもりがさ』（小峰書店） 1973
- 『おれたちの夢』（ポプラ社） 1973
- 『鳥居のサル』（ポプラ社） 1973
- 『風雲ハサミ剣法』（金の星社） 1973
- 『おれはシャチだ』（金の星社） 1974
- 『わんぱくの海』（講談社） 1974
- 『ひこうきのかみさま』（ポプラ社） 1975
- 『高きホタル座へ』（金の星社） 1976.9
- 『かえれ海の星』（国土社） 1977.1
- 『ライオンさんおやすみ』（ポプラ社、ふるさとの童話） 1977.8
- 『海からきた怪神 スサノオ』（教学研究社、痛快歴史物語） 1978.7
- 『学力指導だけが教育ではない 白ボク人生心得帖2』（国土社） 1978.11
- 『しゃちの子たろう』（小学館） 1978.12
- 『高空10000メートルのかなたで』（アリス館牧新社） 1980.2
- 『お母さんぜひこれだけは』（国土社） 1980.7
- 『キリスト』（ぎょうせい、世界の伝記） 1981.1
- 『ぼくおこってるんだ』（アリス館牧新社、こども文庫） 1981.2
- 『海の牧場を夢みて 養殖漁業にかけた野網和三郎』（PHP研究所、PHPこころのノンフィクション） 1982.10
- 『からすてんぐの1学期』（佑学社） 1983.5
- 『お父さん、出番です! 父親の教育奮闘記』（第三文明社、灯台ブックス） 1983.6
- 『人魚とぼくの夏の話』（旺文社） 1984.7
- 『教育にアンタッチャブルなし』（国土社） 1984.8
- 『さち子、テレパシーで魔女?』（くもん出版、くもんのユーモア文学館） 1984.12
- 『ひげ先生とぼくたちの夏』（旺文社） 1986.6
- 『炎に消えた神牛』（旺文社） 1989.4

## 訳編
- 『アンクルトムの小屋』（ハリエット・ビーチャー・ストー、ぎょうせい、少年少女世界名作全集）） 1983.1